# 水戸藩

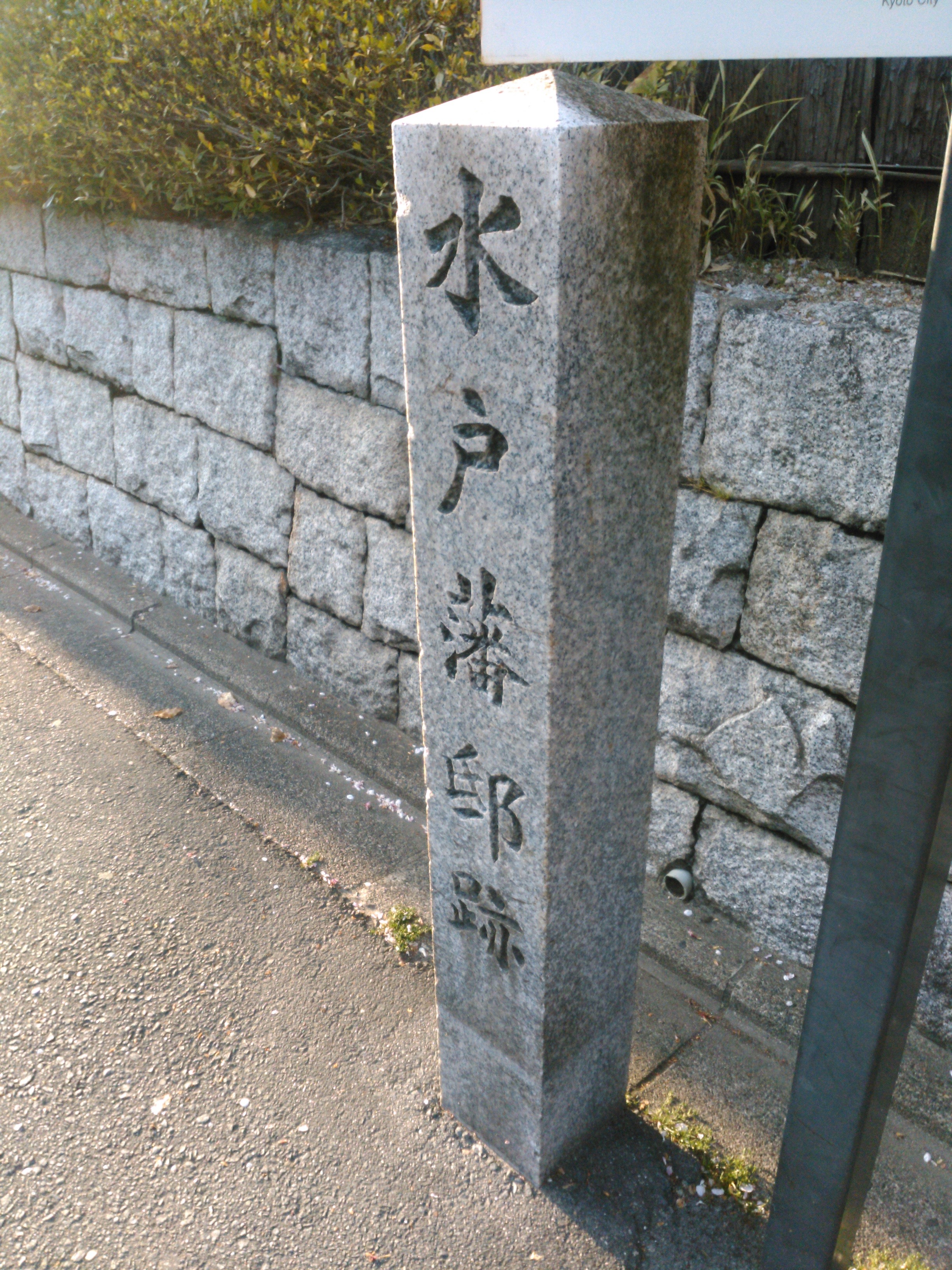
水戸藩邸跡石碑（京都市上京区下長者町通烏丸西入北側）

水戸藩（みとはん）は、常陸にあって現在の茨城県中部・北部を治めた藩。水府藩とも呼ばれる。藩庁は水戸城（水戸市）に置かれた。御三家の一つである。

## 藩史

### 水戸徳川家以前
常陸は佐竹氏が豊臣秀吉によって54万5,800石の支配をそのまま認められていたが、関ヶ原の戦いの際に佐竹義宣は徳川方に加担しなかったため、慶長7年（1602年）に出羽久保田21万石に減転封された。
佐竹氏の後、水戸城には下総佐倉藩より徳川家康の五男武田信吉が15万石で入ったが、翌1603年に信吉は21歳で病死した。信吉の死により翌月、家康の十男で当時2歳の長福丸（徳川頼宣）が新たに20万石で水戸に入封する。1604年、5万石の加増を受け25万石となる。
1606年、頼宣は元服した際に常陸介に叙任されているが、1609年に駿河・遠江・東三河（駿府藩）50万石を与えられて転封し、1619年には和歌山藩55万石に転封した。頼宣は紀伊徳川家の祖となった。
頼宣は2歳から8歳まで水戸藩主であったが、この間一度も水戸に入っておらず、駿府にて家康の膝元で過ごしたといわれている。実務は財政面を蘆沢信重が、行政面を関東郡代伊奈忠次が執った。1609年（1602年、1617年、1621年とも）の秋に、小生瀬村（現：大子町小生瀬）で、年貢を巡る農民と藩役人の行き違いにより、藩が小生瀬村の住人を皆殺しにする事件が起こった（生瀬騒動）。藩の役人が年貢を取りに来て農民は納めたが、また別の役人が年貢を取りに来たこと（年貢の二重取り）に対して怒った農民たちが、後から来た役人を偽物と判断してその一人を殺害した。これに対し10月10日、蘆沢信重が藩兵を出兵させて生瀬村の農民を皆殺しにしたという。この事件に関しては、藩の公式記録には一切触れられず、伝承と関連した地名が残るのみである。

### 水戸徳川家時代
頼宣のあとに、頼宣の同母弟である家康の十一男で当時6歳の鶴千代（徳川頼房）が常陸下妻藩より25万石で入った。頼房以降の藩主家を水戸徳川家と呼ぶ。頼房も頼宣と同様に、幼少年時は水戸に赴かず駿府・江戸にあり、1619年に初めて水戸に入る。1622年、3万石を加増され28万石となる。のち3代藩主綱條時代の1701年、新田開発の分を含めるとして表高を35万石に改めたが、この高直しはかなり無理があったようである。
水戸藩は徳川御三家の中でも唯一参勤交代を行わない江戸定府の藩であり、万が一の変事に備えて将軍目代の役目を受け持っていたともいわれている。そのため、水戸藩主は領地に不在のまま統治を行わねばならず、物価の高い江戸生活、江戸と領地の家臣の二重化などを強いられた上、格式を優先して実態の伴わない石直し（表高改訂）を行ったため、内高が表高を恒常的に下回っていた。幕府に対する軍役は表高を基礎に計算され、何事も35万石の格式を持って行う必要性があったため、財政難に喘ぐこととなった。
頼房は事情により三男光圀を継嗣とし、庶長子松平頼重は讃岐高松藩12万石を与えられた。光圀は学問を好み、『大日本史』の編纂を開始し、水戸藩に尊王の気風を植え付けた。水戸藩で生まれた水戸学は幕末の尊皇攘夷運動に強い影響を与えた。
3代藩主綱條は、宝永2年に浪人の松波勘十郎を登用して財政改革を実施したが、宝永6年（1709年）の百姓一揆で3000人もの百姓が江戸へ出て様々な集団的示威行動を取ったため、やむなく年貢増徴の撤回や松波の罷免を行い、改革は挫折した。宝永の改革に失敗し、4代藩主宗堯が短い期間の統治で没し、5代藩主宗翰が幼少で水戸藩を継承したおりには、8代将軍徳川吉宗により付家老中山信昌ほかの水戸家の重臣が呼び出され、幼君の輔育と一和忠勤を直接命じられた。さらに、吉宗以降に御三家の幕府による統制が強化される中、寛延2年には、御連枝（支藩の藩主）の松平頼寛（陸奥守山藩）と松平頼済（常陸府中藩）が老中堀田正亮の役邸に呼び出され、財政改革の実施を命じられた。このため宗翰は宝暦の改革と呼ばれる藩政改革を実施し、太田資胤に命じて財政再建を進めたが、宝暦6年に資胤が致仕すると頓挫した。安永7年には、幕府が再び水戸藩の家老に直接細かい指示を与えて財政再建を命じた。6代藩主治保は幕命に従って倹約に努め、藩主就任以来24年ぶりにお国入りを果たして寛政の改革に乗り出したが、天明の大飢饉によって財政はさらに悪化した。
尾張藩、紀州藩が藩主の血統断絶、幕府からの財政援助、独立志向の附家老による幕府統制への迎合などにより、御三卿や将軍家から藩主を迎えたのに対し、水戸藩では高松松平家からの養子により藩祖の血統を守った。継嗣なく死去した8代藩主斉脩の後継問題では、清水家から恒之丞（徳川斉彊）を養子に迎えようとする派閥と、藤田幽谷の門人らを中心とした藩祖血統の維持派が対立し、斉脩の三弟である斉昭が家督を継いだ。
9代藩主斉昭は藩政の改革と幕政への参加を志し、藤田派を中心に人材登用を行うとともに、藩内の保守派の中心となり幕府との連携を果たそうとする付家老の勢力を削ぐため、一般家臣と同じ知行制に組み込んだ。財政を圧迫した藩主と付家老の江戸定府制度についても、1年ごとの交代制に改めた。教育改革についても弘道館を建設して整備を行い、水戸学が藩論に強い影響を与えることになった。しかし、強い尊王攘夷傾向のため幕府に疎まれ、長男の慶篤に家督を譲って隠居を余儀なくされた。また斉昭は、財政難の中で新規召し抱えを行ったため、藩財政は窮乏を極めた。斉昭の隠居後には改革派の藤田東湖らも免職・蟄居となった。
10代藩主となった慶篤は、3連枝（高松藩主松平頼胤、守山藩主松平頼誠、府中藩主松平頼縄）の後見のもとで藩政を行った。なお、15代将軍徳川慶喜は慶篤の実弟であるが、御三卿の一つ一橋家を継いでから将軍になった。斉昭には他にも多くの男子があり、親藩・外様を問わず多くの藩に養子に出されている。
水戸藩は幕末には斉昭が存在感を示したものの、藩内では保守派（諸生党）と改革派（天狗党）の抗争から統制を失い、藩士による桜田門外の変、天狗党の乱、弘道館戦争を招くとともに、藩論統一と財政難を克服することができず、幕末政局で主導権を握ることができなかった。
水戸藩領は廃藩置県により、水戸県を経て、茨城県に編入された。

## 歴代藩主
武田家
親藩 - 15万石
1. 武田信吉

紀伊徳川家
親藩 - 20万石→25万石
1. 徳川頼宣

水戸徳川家
親藩 - 25万石→28万石→35万石　※1636年（寛永13年）7月以前は松平姓
1. 徳川頼房
2. 徳川光圀
3. 徳川綱條
4. 徳川宗堯
5. 徳川宗翰
6. 徳川治保
7. 徳川治紀
8. 徳川斉脩
9. 徳川斉昭
10. 徳川慶篤
11. 徳川昭武

## 支藩
水戸藩には頼房の子を藩祖とし、いざという時に本家を継承する支藩（当主が御連枝と呼ばれる）が4家（四連枝）あった。
- 讃岐高松藩 - 松平讃岐守頼重（徳川光圀の兄）を祖とする。高松城に居城を置く。溜間詰。
- 陸奥守山藩 - 松平刑部大輔頼元を祖とする。1661年（寛文元年）に2万石を与えられ、常陸額田に陣屋を置いたのに始まる。1700年（元禄13年）に2代大学頭頼貞が陸奥守山転封となり、以降明治維新まで続く。代々の当主は、連枝大名として大広間に詰めた。また、江戸定府として参勤交代は行わなかった。極官は従四位下侍従であり、代々の当主は嫡子のうちに従四位下に任官し、家督相続後に侍従に昇進している。
- 常陸府中藩 - 松平播磨守頼隆を祖とする。1661年（寛文元年）に2万石を与えられ、常陸保内に陣屋を置いたのに始まる。1700年（元禄13年）に同国府中に陣屋を移す。守山藩と同様、大広間詰め連枝大名、江戸定府であった。官位の格も守山家と同じである。
- 常陸宍戸藩 - 松平大炊頭頼雄を祖とする。1682年（天和2年）に1万石を与えられ、常陸宍戸に陣屋を置いたのに始まる。連枝大名であるが、1711年（正徳元年）に2代筑後守頼道が譜代に列せられ帝鑑間詰となってより、幕府からは譜代大名として遇せられる。官位は従五位下。

## 家臣団

### 御附家老 従五位下叙爵
- 中山家 - 松岡城2万5千石（茨城県高萩市）; 附家老、維新後男爵

### 累代家老 従五位下叙爵
- 山野辺家（1万石） ※戦国大名・最上氏の子孫・義観より助川海防城主
山野辺義忠（最上義光の四男）- 義堅＝義清－義逵－義胤＝義風＝義質－義観－義正＝義芸
- 鈴木（石見守）家（5000石→4500石） ※三河豪族・井伊谷三人衆・鈴木重時の子孫
鈴木重好-（重辰）（安中藩家臣）-重政－重賢－重道－好賢－重安－重郷－重矩－重棟
- 太田家（2000石） ※里見氏旧臣。初代頼房の准母英勝院の一門
太田正重－資正－資真－一学＝資富＝資胤－資厚＝資敬＝資原－資春－資信

### 累代家老・重臣
- 長倉松平家（3000石・藩主一門） ※家老格、頼譲より長倉陣屋に移住、維新後士族
松平頼泰（頼房の八男）－頼福－頼匡－頼忠－頼脩＝保福（宗翰の八男）－頼紹－頼善＝頼位＝頼譲＝頼寧＝頼功＝頼遵
- 松平氏（大草松平家）
- 松平氏（福釜松平家）
- 肥田氏
- 宇都宮家（1000石）下野守護などを務めた下野宇都宮氏の子孫。墓所は先祖と同じ下野国益子にある。
宇都宮隆綱 - 宏綱 - 壽綱 -
- 朝比奈氏
- 榊原氏

- 岡崎氏
- 伊藤氏
- 三木氏
- 谷氏
- 雑賀氏（3000石→600石） 鈴木氏より改姓。
鈴木重朝－鈴木（雑賀）重次＝雑賀重義（頼房の十一男）＝重春－重護－重教－重堅－重明－重孚
- 結城氏
- 小山家（1000石）宇都宮氏と同じく下野守護などを務めた下野小山氏の子孫。修理亮秀堅が200石で登用されたのち、代々仕えた。
- 鵜殿氏
- 興津氏
- 大場氏
- 小田氏
- 市川氏
- 佐藤氏
- 戸田氏
- 筧氏

### 一代家老・中堅家臣
- 安島氏
- 藤田氏
- 武田氏（跡部氏）

### 下級藩士
- 蓮田家（香川家） 郷士。維新後香川と改姓し、昭憲皇太后の皇后宮大夫を務めた香川敬三の勲功により華族の伯爵家となる。水戸藩士家の中で維新後最も出世した家。

## 藩校
- 弘道館

## 藩邸

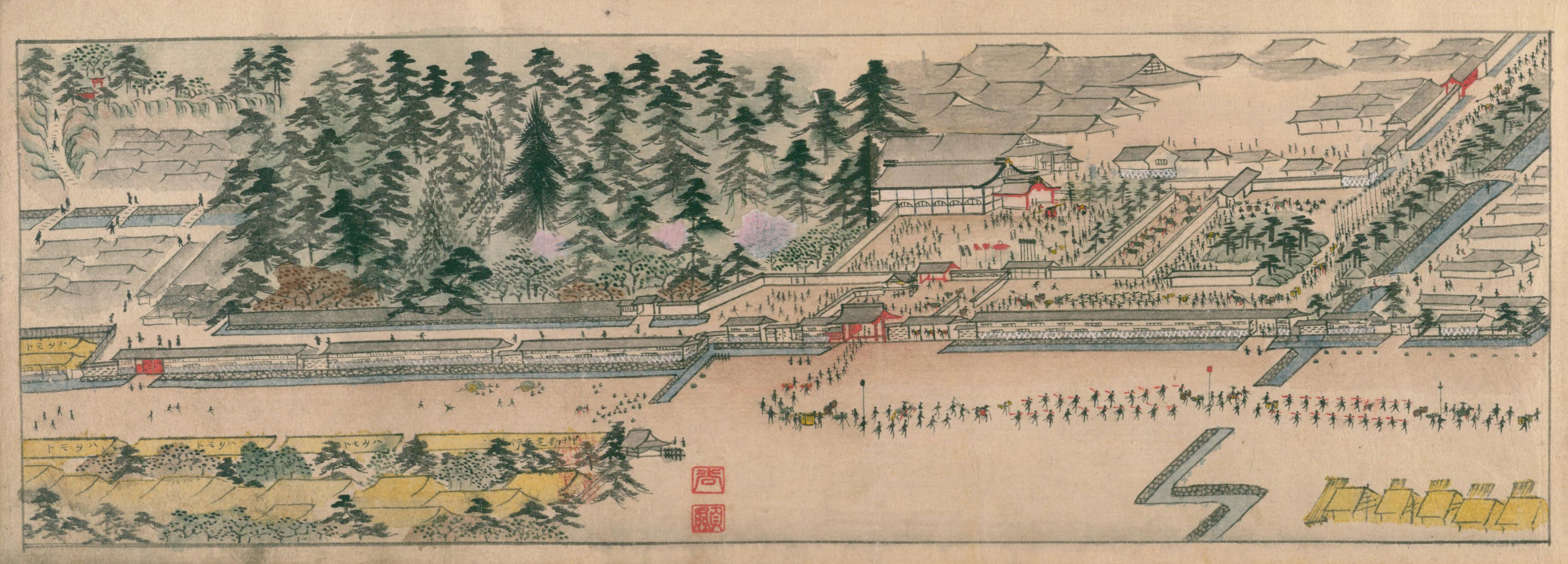
1863年（文久3年）の水戸藩小石川邸（国立国会図書館蔵『御上京道記』より）

- 上屋敷：文京区後楽、春日（現在の小石川後楽園、東京ドーム、後楽園遊園地、中央大学後楽園キャンパス、中央大学高等学校、礫川公園）（明治以降放置されていた山上門は払い下げを受けて那珂湊へ移築、1957年（昭和32年）那珂湊市へ寄贈された[2]）
- 中屋敷：文京区本郷、弥生（現在の東京大学本郷キャンパス本郷地区・弥生地区・浅野地区[3]）
- 下屋敷：墨田区向島（現在の隅田公園[4]）
- 京屋敷：京都市上京区下長者町通烏丸西入北側[5]
- 蔵屋敷：大阪市北区中之島（現在の日本銀行大阪支店[6]）

## 藩主隠居所
- 西山荘

## 幕末の領地
- 常陸国
  - 那珂郡 - 127村
  - 久慈郡 - 141村
  - 茨城郡のうち - 115村
  - 多賀郡のうち - 34村
  - 鹿島郡のうち - 6村
  - 行方郡のうち - 25村
  - 新治郡のうち - 14村
- 下野国
  - 那須郡のうち - 16村

明治維新後に、茨城郡21村（幕府領6村、旗本領17村）、新治郡1村（旗本領）、相模国三浦郡1村（寺社領）、鎌倉郡11村（寺社領6村、幕府領5村、旗本領2村）、天塩国苫前郡、天塩郡、中川郡、上川郡、北見国利尻郡が加わった。なお相給も存在するため、村数の合計は一致しない。

## 備考
- 関ヶ原の戦いの結果、佐竹家は秋田へ転封されるにあたって水戸の美女を根こそぎ連れていったという俗説がある。
- 戸田忠太夫と藤田東湖は水戸藩の双璧をなし、徳川斉昭の腹心として水戸の両田と称された。また、水戸の両田に武田耕雲斎を加え、水戸の三田とも称された。

## 史料
- 『水戸藩史料』（上編乾・坤２冊、下編２冊、別記上下２冊、計５冊）吉川弘文館、1915年、国立国会図書館書誌ID　000000570277　1970年、徳川家蔵版、1915年刊の複製
- オンデマンド版
  - 『水戸藩史料』上編　乾 　吉川弘文館、2020年　ISBN 9784642730914
  - 『水戸藩史料』上編　坤 　吉川弘文館、2020年　ISBN 9784642730921　
  - 『水戸藩史料』下編 　吉川弘文館、2020年　ISBN 9784642730938
  - 『水戸藩史料』別記上 　吉川弘文館、2020年　ISBN 9784642730945
  - 『水戸藩史料』別記下 　吉川弘文館、2020年　ISBN 9784642730952